# Symetria figury
W języku potocznym używa się słów symetria (gr. συμμετρια) oraz symetryczny w odniesieniu do przedmiotu, obrazu itp. składającego się z dwóch części, z których każda jest  lustrzanym odbiciem drugiej (w poziomie lub pionie), np. litery A, H, I, M, T, B, C, D, O oraz pary liter pq, bd są symetryczne w tym sensie.
W terminologii matematycznej termin symetria ma znaczenie istotnie szersze. Obejmuje też inne własności figur, np. symetria liter N, S, Z nie jest wprawdzie lustrzana, ale po obrocie o 180º figura wygląda identycznie. Ponadto symetrie w matematyce są ujmowane jako pewnego typu przekształcenia figur geometrycznych. Do symetrii zalicza się obroty o wielokrotności danego kąta (np. o 30º, 60º, 90º,…) oraz wielkie bogactwo symetrii ornamentów, np. rozet w gotyckich katedrach  .
Symetria jest to więc właściwość figury, bryły lub ogólnie dowolnego obiektu matematycznego (można mówić np. o symetrii równań), polegająca na tym, iż istnieje należące do pewnej zadanej klasy przekształcenie niebędące identycznością, które odwzorowuje dany obiekt na niego samego. Brak takiej właściwości nazywany jest asymetrią. W zależności od klasy dopuszczalnych przekształceń wyróżnia się rozmaite rodzaje symetrii. Tym samym terminem określa się nie tylko obiekty, ale też same przekształcenia.

## Najważniejsze typy symetrii geometrycznych

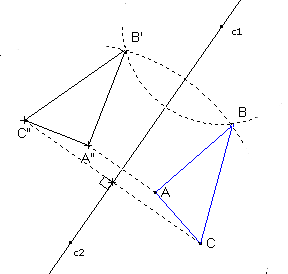
Symetria osiowa

Dla figur płaskich i przestrzennych w zależności od rodzaju przekształcenia wyróżniana jest m.in.:
- symetria środkowa – przekształceniem jest odbicie zwierciadlane figury względem ustalonego punktu zwanego środkiem symetrii. Na płaszczyźnie symetria środkowa jest złożeniem dwóch symetrii osiowych o prostopadłych osiach (lub obrót o kąt 180 stopni), w przestrzeni jest złożeniem trzech symetrii płaszczyznowych o wzajemnie prostopadłych płaszczyznach symetrii.
- symetria osiowa – przekształceniem jest odbicie zwierciadlane figury względem zadanej prostej zwanej osią symetrii. Symetria osiowa występuje m.in. w trójkącie Sierpińskiego.
- symetria płaszczyznowa – przekształceniem jest odbicie zwierciadlane figury względem płaszczyzny zwanej płaszczyzną symetrii. Symetria płaszczyznowa występuje m.in. w piramidzie Sierpińskiego oraz kostce Mengera.
- symetria obrotowa (gwiaździsta) – przekształceniem jest na płaszczyźnie obrót figury wokół zadanego punktu o kąt będący podwielokrotnością kąta pełnego, a w przestrzeni wokół zadanej prostej (można wykazać, że musi być to środek masy i prosta przez niego przechodząca).
- symetria z obrotem (zwierciadlano-obrotowa) – na płaszczyźnie jest to złożenie symetrii względem prostej z obrotem o dowolny kąt wokół zadanego punktu. W przestrzeni jest złożeniem symetrii płaszczyznowej z obrotem wokół osi symetrii (symetria cylindryczna). [Niektóre pozycje książkowe podają, że w przestrzeni oś obrotu musi być prostopadła do płaszczyzny symetrii.]
- symetria sferyczna – przekształceniem jest dowolny obrót bryły wokół zadanego punktu. Własność tę posiada m.in. kula.
- symetria parzysta – złożenie parzystej liczby symetrii osiowych (na płaszczyźnie) lub płaszczyznowych (w przestrzeni). Przykładem jest symetria środkowa na płaszczyźnie (złożenie dwóch  symetrii osiowych o prostopadłych osiach).
- symetria nieparzysta – złożenie nieparzystej liczby symetrii osiowych (na płaszczyźnie) lub płaszczyznowych (w przestrzeni).
- symetria ukośna – uogólnienie symetrii osiowej. Jeśli dane są dwie proste {\displaystyle k} i {\displaystyle m} przecinające się pod kątem α, oraz dany jest odcinek {\displaystyle AB,} to symetria ukośna względem prostej {\displaystyle k,} w kierunku prostej {\displaystyle m,} polega na tym, że przez punkty {\displaystyle A} i {\displaystyle B} prowadzimy proste {\displaystyle a} i {\displaystyle b} równoległe do prostej {\displaystyle m,} przecinające prostą {\displaystyle k} odpowiednio w punktach {\displaystyle K1} i {\displaystyle K2,} i znajdujemy na nich punkty {\displaystyle A'} i {\displaystyle B'} w taki sposób, że odległość od punktu {\displaystyle A} do {\displaystyle K1} jest równa odległości od punktu {\displaystyle K1} do {\displaystyle A'} oraz analogicznie {\displaystyle |BK2|=|K2B'|.}

## Wspólne ogólnienie symetrii środkowej, osiowej i płaszczyznowej
Symetria – przekształcenie {\displaystyle f} przestrzeni euklidesowej E na siebie, mające pewną hiperpłaszczyznę H punktów stałych i spełniające warunek:
jeśli {\displaystyle x\notin H} oraz {\displaystyle x'=f(x),} to prosta {\displaystyle xx'} jest prostopadła do hiperpłaszczyzny H oraz przecina tę hiperpłaszczyznę w połowie odcinka {\displaystyle xx'.}
W zależności od wymiaru hiperpłaszczyzny H otrzymujemy trzy osobno określone wyżej pojęcia:
- symetria środkowa (wówczas H jest punktem),
- symetria osiowa (H jest prostą),
- symetria płaszczyznowa (H jest płaszczyzną).

## Przykłady

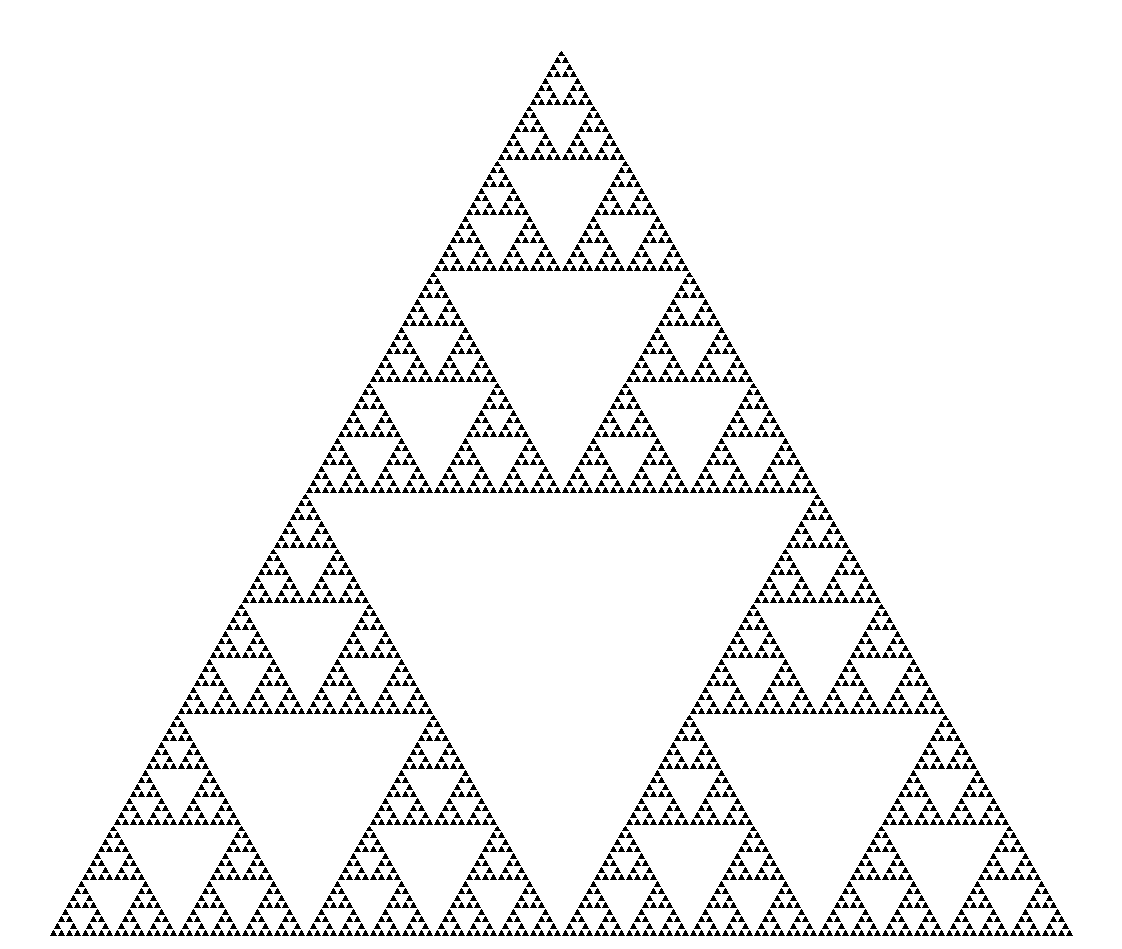
Trójkąt Sierpińskiego

Grupa symetrii kwadratu składa się z czterech obrotów o kąty 90º, 180º, 270º i o kąt 0º (czyli przekształcenie tożsamościowe) oraz czterech symetrii osiowych (względem osi poziomej, pionowej i dwóch przekątnych). Złożenie dowolnych dwóch z tych ośmiu przekształceń też należy do tej grupy, ale wynik złożenia zależy od kolejności wykonywania tych przekształceń, tzn. działanie składania ich nie jest przemienne, więc grupa symetrii kwadratu jest nieprzemienna.
W ogólnym ujęciu „symetryczność” może odnosić się także do obiektów niegeometrycznych, jak np. równania, czy macierze i dotyczyć innych własności niż relacje usytuowania w przestrzeni.
Przykłady: liczby palindromiczne, niektóre kwadraty magiczne, trójkąt Pascala, bliźniacze krzyżówki tautogramowe.
Poniższa macierz jest symetryczna (względem głównej przekątnej):
{\displaystyle {\begin{bmatrix}2&1&3\\1&6&7\\3&7&9\end{bmatrix}}.}
Zbliżonym do symetrii pojęciem jest „samopodobieństwo”, które zakłada istnienie wzajemnie jednoznacznego przekształcenia części zbioru na cały zbiór. Najprostszy przykład to odwzorowanie zbioru liczb parzystych (dodatnich) w zbiór liczb naturalnych {\displaystyle x\to {\frac {1}{2}}x.} Własność tę jednak mają również bardzo złożone zbiory, np. trójkąt Sierpińskiego, dywan Sierpińskiego i inne fraktale.

## Literatura dodatkowa
- Encyklopedia dla wszystkich. Matematyka, Wydawnictwa Naukowo-Techniczne, Warszawa 2000.